# Artigue
Artigue är en kommun i departementet Haute-Garonne i regionen Occitanien i södra Frankrike. Kommunen ligger i kantonen Bagnères-de-Luchon som tillhör arrondissementet Saint-Gaudens. År 2022 hade Artigue 32 invånare.

## Befolkningsutveckling
Antalet invånare i kommunen Artigue
Referens:INSEE